# Chiesa dei Cappuccini (Scandiano)
La chiesa dei Cappuccini è una chiesa che si trova a Scandiano, in provincia di Reggio Emilia e diocesi di Reggio Emilia-Guastalla.

## Storia[1]
Nel 1622, il marchese Ottavio Thiene donò ai Frati Cappuccini di Scandiano quattro biolche di terra, per fare erigere una chiesa dedicata a Sant' Antonio da Padova. La costruzione terminò nel 1632, grazie a Lavinia Pio di Savoia, marchesa di Scandiano.
La chiesa sorge a fianco del convento dei Cappuccini. Esso venne soppresso tre volte: nel 1798 dalla Repubblica Cisalpina, nel 1810 con l'avvento di Napoleone e nel 1866 dal Regno d'Italia, che adattò il convento a caserma. Nei primi anni del Novecento l'edificio fu adattato a seminario. Nel 1944 l'edificio accolse invece gli studenti di teologia.

## Architettura[2]
L'edificio presenta una facciata tripartita, sovrastata da un rosone centrale. All'interno della chiesa, sulla parete destra, è presente un grande dipinto ad olio, attribuito al pittore emiliano Giuseppe Barnaba Solieri. Il quadro venne commissionato nel 1774. 
Nella cappella dell'altare maggiore è presente un tabernacolo in legno a forma di tempietto, che poggia su piccole colonne. Queste, a loro volta, formano delle nicchie in cui sono custodite le immagini di San Francesco e Sant'Antonio, i Santi a cui la chiesa è dedicata.
Sulla via che porta alla chiesa è presente un viale alberato sul quale sono collocate quattordici stazioni della Via Crucis, ad opera dello scultore scandianese Francesco Lodesani. Esse sono costituite da piccole edicole con bassorilievi in stucco policromo.

## Galleria d'immagini

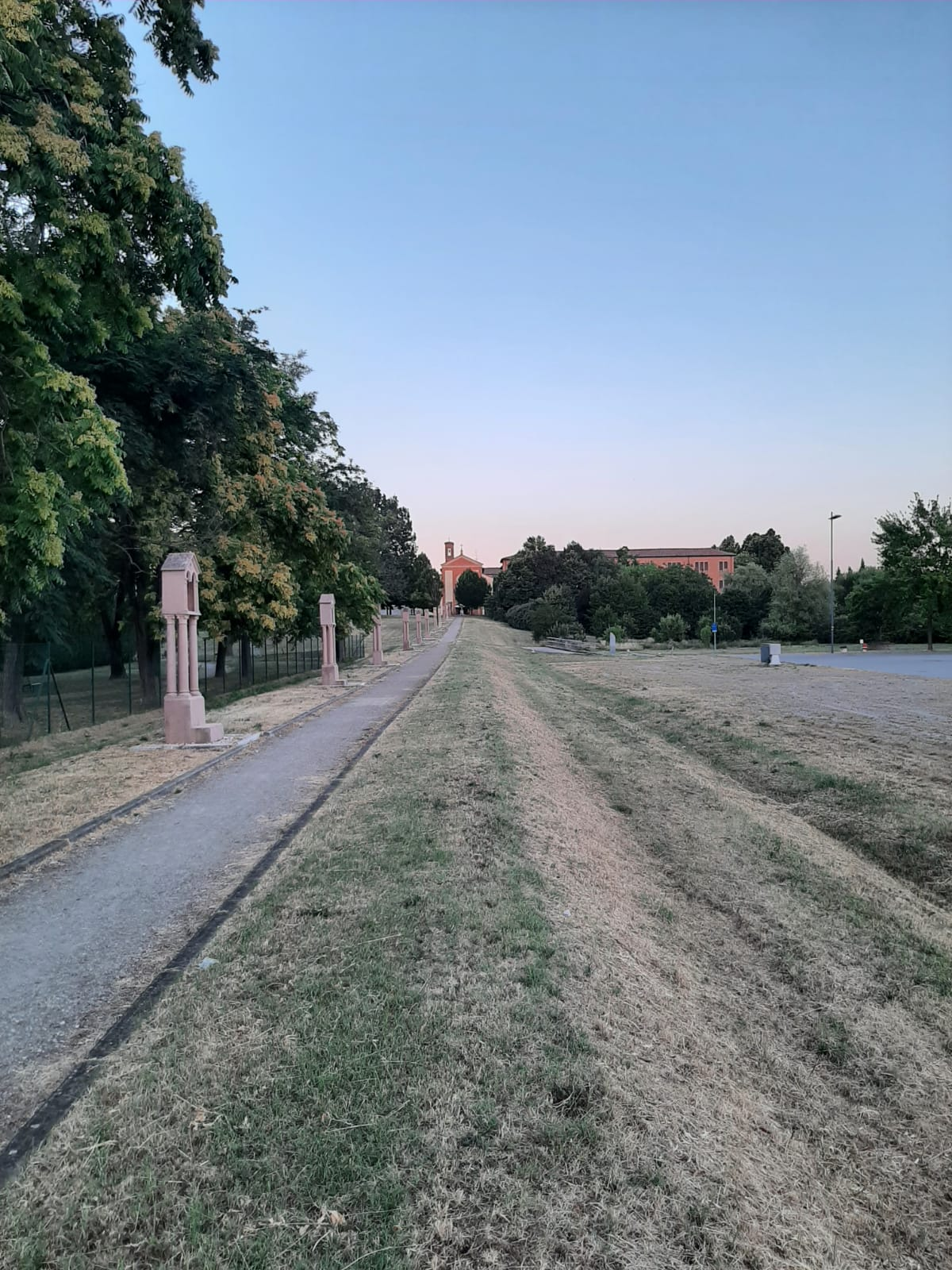
Le stazioni della Via Crucis realizzate da Francesco Lodesani lungo la via che porta alla chiesa.